# Stadion im. S. Dariusa i S. Girėnasa
Stadion im. S. Dariusa i S. Girėnasa (lit. S. Dariaus ir S. Girėno stadionas) – wielofunkcyjny stadion sportowy położony na Zielonej Górze w Kownie, będący własnością FBK Kowno. Swoje mecze rozgrywa tutaj reprezentacja Litwy w piłce nożnej. Został zbudowany w 1925 roku i nazwany na cześć litewskich lotników poległych w katastrofie samolotowej. W 1998 roku przeszedł rekonstrukcję, obecnie może pomieścić ponad 8 tys. widzów. W roku 2005 obiekt gościł mistrzostwa Europy juniorów w lekkoatletyce, a w 2009 rozegrane zostały tutaj młodzieżowe mistrzostwa Europy w lekkoatletyce. Stadion był jedną z aren piłkarskich mistrzostw Europy U-19 w 2013 roku.

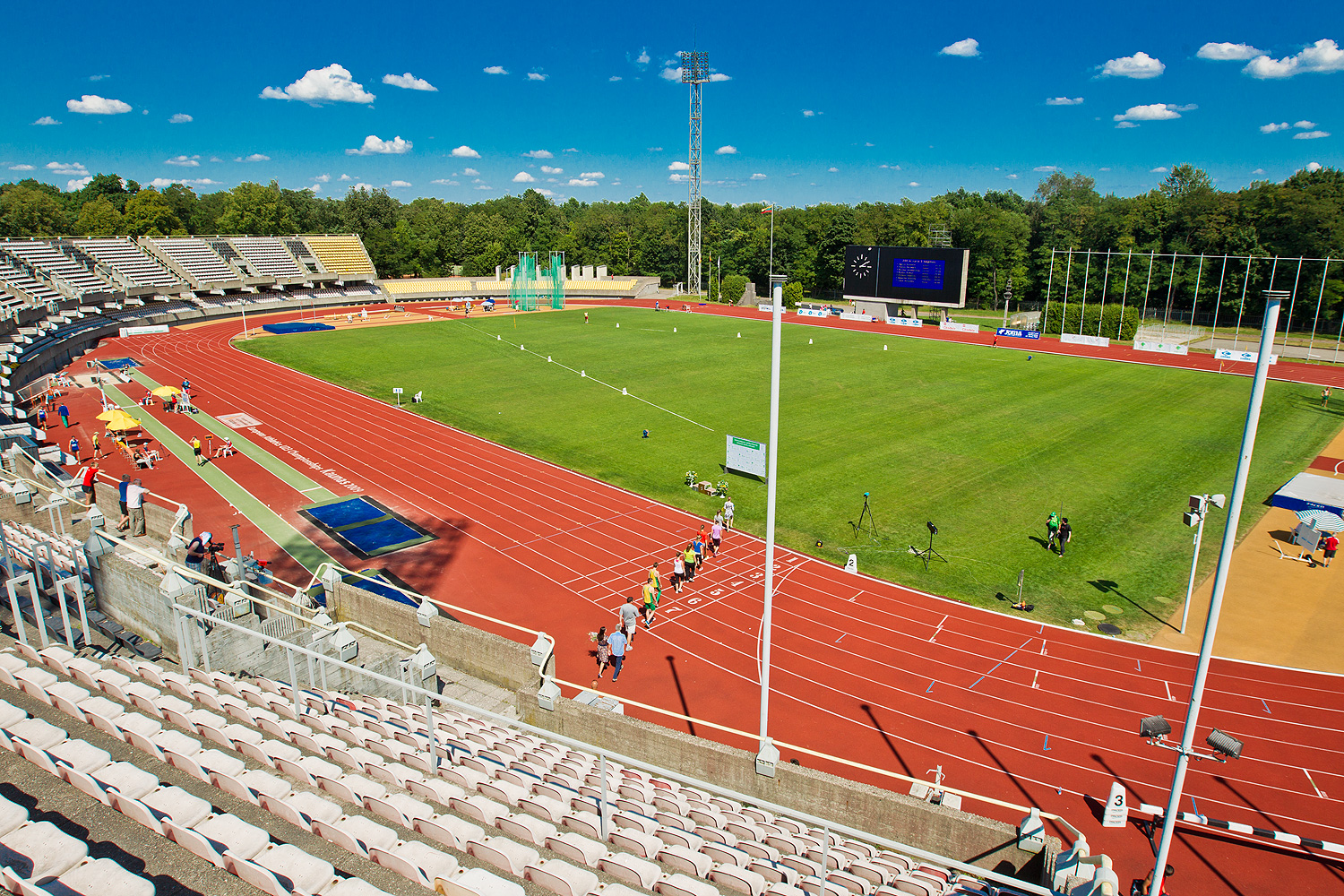
Stadion przed remontem